# شيريل سووبيس
شيريل سووبيس (Sheryl Swoopes) هي لاعبة أولمبية لرياضة كرة السلة من الولايات المتحدة. شاركت في الأولمبياد الصيفي في 1996–2004، وفازت بما مجموعه 3 ميداليات.

## الميداليات
| ذهب | فضة | برونز | المجموع |
| 3   | 0   | 0     | 3       |

## روابط خارجية
- شيريل سووبيس على موقع IMDb (الإنجليزية)
- شيريل سووبيس على موقع الموسوعة البريطانية (الإنجليزية)
- شيريل سووبيس على موقع إن إن دي بي (الإنجليزية)
- شيريل سووبيس على موقع قاعدة بيانات الفيلم (الإنجليزية)
- شيريل سووبيس على موقع الاتحاد الدولي لكرة السلة (الإنجليزية)
- شيريل سووبيس على موقع الاتحاد الوطني لكرة السلة النسائية (الإنجليزية)
- شيريل سووبيس على موقع كرة السلة الأوروبية.كوم (الإنجليزية)
- شيريل سووبيس على موقع كلية كرة السلة في سبورتس رفرنس.كوم (الإنجليزية)
- شيريل سووبيس على موقع ريلجم (الإنجليزية)
- شيريل سووبيس على موقع بروبوليرز (الإنجليزية)
- شيريل سووبيس على موقع قاعة مشاهير كرة السلة للسيدات (الإنجليزية)
- شيريل سووبيس على موقع سبورتس رفرنس (الإنجليزية)
- شيريل سووبيس على موقع كلية كرة السلة في سبورتس رفرنس.كوم (الإنجليزية)
- شيريل سووبيس على موقع سبورتس رفرنس (الإنجليزية)